# MFAP2
MFAP2 (англ. Microfibril associated protein 2) – білок, який кодується однойменним геном, розташованим у людей на короткому плечі 1-ї хромосоми.  Довжина поліпептидного ланцюга білка становить 183 амінокислот, а молекулярна маса — 20 826.
| 10         |  | 20         |  | 30         |  | 40         |  | 50         |
| ---------- |  | ---------- |  | ---------- |  | ---------- |  | ---------- |
| MRAAYLFLLF |  | LPAGLLAQGQ |  | YDLDPLPPFP |  | DHVQYTHYSD |  | QIDNPDYYDY |
| QEVTPRPSEE |  | QFQFQSQQQV |  | QQEVIPAPTP |  | EPGNAELEPT |  | EPGPLDCREE |
| QYPCTRLYSI |  | HRPCKQCLNE |  | VCFYSLRRVY |  | VINKEICVRT |  | VCAHEELLRA |
| DLCRDKFSKC |  | GVMASSGLCQ |  | SVAASCARSC |  | GSC        |  |            |

A: Аланін

C: Цистеїн

D: Аспарагінова кислота

E: Глутамінова кислота

F: Фенілаланін

G: Гліцин

H: Гістидин

I: Ізолейцин

K: Лізин

L: Лейцин

M: Метіонін

N: Аспарагін

P: Пролін

Q: Глутамін

R: Аргінін

S: Серин

T: Треонін

V: Валін

Локалізований у позаклітинному матриксі.
Також секретований назовні.